# Tulnici
Tulnici è un comune della Romania di 3 909 abitanti, ubicato nel distretto di Vrancea, nella regione storica della Moldavia.
Il comune è formato dall'unione di 4 villaggi: Coza, Greșu, Lepșa, Tulnici.
Nel 2004 si sono staccati da Tulnici i villaggi di Hăulișca e Păulești, andati a formare il comune di Păulești.
Nel comune è presente un osservatorio sismico.